# Erigorgus planus
Erigorgus planus là một loài tò vò trong họ Ichneumonidae.